# Sillon du nerf ulnaire
 (avril 2025).
Si vous disposez d'ouvrages ou d'articles de référence ou si vous connaissez des sites web de qualité traitant du thème abordé ici, merci de compléter l'article en donnant les références utiles à sa vérifiabilité et en les liant à la section « Notes et références ».
Le sillon du nerf ulnaire est une large gouttière verticale située sur la face postérieure de l'épiphyse distale de l'humérus.

## Description
Le sillon du nerf ulnaire est formé par la face postérieure de l'épicondyle médial de l'humérus et la face médiale de l'olécrane.Les structures ligamentaires internes de l'articulation du coude complète le sillon.
Le fascia superficiel entre le chef médial du muscle triceps brachial et le muscle fléchisseur ulnaire du carpe, ainsi que le tissu fibreux (l'arcade d'Osborne) qui unit les chefs huméral et ulnaire de ce dernier muscle transforment la gouttière en un canal ostéo-fibreux.
Ce canal permet le passage du nerf ulnaire séparé des parois par un tissu celluleux qui peut devenir une bourse séreuse.